# Lista de condados da Nova Escócia
A província canadiana da Nova Escócia tem um sistema histórico de 18 condados que originalmente haviam designado sistemas judiciais para administrar a governança local antes do estabelecimento de governos locais eleitos em 1879. Os condados históricos ainda continuam a existir, porém não como divisões administrativas e sim como divisões censitárias, como as utilizadas pela Statistics Canada para fins estatísticos na administração do censo canadense.

## Lista de condados históricos
| Condado histórico | Sede histórica  | População (2016) | População (2011) | Mudança | Área de terra (km²) | Densidade populacional (/km²) |
| ----------------- | --------------- | ---------------- | ---------------- | ------- | ------------------- | ----------------------------- |
| Annapolis         | Annapolis Royal | 20.591           | 20.756           | −0.8%   | 3.188,48            | 6.5                           |
| Antigonish        | Antigonish      | 19.301           | 19.589           | −1.5%   | 1.457,81            | 13.2                          |
| Cape Breton       | Sydney          | 98.722           | 101.619          | −2.9%   | 2.470,60            | 40.0                          |
| Colchester        | Truro           | 50.585           | 50.968           | −0.8%   | 3.627,94            | 13.9                          |
| Cumberland        | Amherst         | 30.005           | 31.353           | −4.3%   | 4.272,65            | 7.0                           |
| Digby             | Digby           | 17.323           | 18.036           | −4.0%   | 2.515,23            | 6.9                           |
| Guysborough       | Guysborough     | 7.625            | 8.143            | −6.4%   | 4.044,23            | 1.9                           |
| Halifax           | Halifax         | 403.390          | 390.328          | +3.3%   | 5.495,71            | 73.4                          |
| Hants             | Windsor         | 42.558           | 42.304           | +0.6%   | 3.051,73            | 13.9                          |
| Inverness         | Port Hood       | 17.235           | 17.947           | −4.0%   | 3.830,40            | 4.5                           |
| Kings             | Kentville       | 60.600           | 60.589           | —       | 2.126,11            | 28.5                          |
| Lunenburg         | Lunenburg       | 47.126           | 47.313           | −0.4%   | 2.909,90            | 16.2                          |
| Pictou            | Pictou          | 43.748           | 45.643           | −4.2%   | 2.845,62            | 15.4                          |
| Queens            | Liverpool       | 10.351           | 10.960           | −5.6%   | 2.398,63            | 4.3                           |
| Richmond          | Arichat         | 8.964            | 9.293            | −3.5%   | 1.244,24            | 7.2                           |
| Shelburne         | Shelburne       | 13.966           | 14.496           | −3.7%   | 2.464,65            | 5.7                           |
| Victoria          | Baddeck         | 7.089            | 7.115            | −0.4%   | 2.870,85            | 2.5                           |
| Yarmouth          | Yarmouth        | 24.419           | 25.275           | −3.4%   | 2.124,64            | 11.5                          |
| Total             | —               | 921.727          | 913.462          | +0.9%   | 52.939,44           | 17.4                          |